# ایتکینه‌یوو
ایتکینه‌یوو (انگلیسی: Itkineyevo) یک شهرک در شهرستان یانائولسکی استان باشقیرستان کشور روسیه است.